# Сфенел (сын Капанея)
Сфенел Аргосский (др.-греч. Σθένελος του Καπανέως) — в древнегреческой мифологии сын Капанея и Евадны. Внук Алектора, правнук Анаксагора, праправнук Мегапента. Отец его погиб во время штурма Фив Беотийских во время похода Семерых против фив от удара молнии. Участник похода эпигонов против Фив. Укротитель коней.
Жених Елены. Царь трети Аргоса, отец Килараба. Стал царем после смерти своего дяди, Ифия Алекторида. Статуя в Аргосе вместе с другими эпигонами, статуя в Дельфах.
Сражался под Троей. Верный друг Диомеда. Извлекает стрелу из тела раненого Диомеда. По версии, привел под Трою 25 кораблей. В погребальных играх по Ахиллу участвовал в состязании наездников. Сидел в троянском коне.
При разделе добычи после взятия Трои получил статую трехглазого Зевса и пожертвовал её в храм Афины в Аргосе. Помог Диомеду в Этолии в войне с Ликопеем. Могила в Аргосе. По версии, похоронен в Колофоне рядом с Калхантом.
Действующее лицо киклической поэмы «Эпигоны».